# Estadi 7 de Març
L'Estadi 7 de Març és un estadi esportiu de la ciutat de Ben Gardane, a Tunísia.
La data del 7 de març correspon al dia de la batalla de Ben Guerdane que té lloc el 7 de març de 2016 a Tunísia. Els enfrontaments entre les forces de seguretat tunisianes i els gihadistes de l'Estat Islàmic (EI).
És la seu del club US Ben Guerdane. La seva capacitat és per a 10.000 espectadors.